# Ригондо, Гильермо
Гилье́рмо Ригондо́ О́ртис (исп. Guillermo Rigondeaux Ortiz, род. 30 сентября 1980 года в Сантьяго-де-Куба, Куба) — кубинский боксёр, двукратный чемпион Олимпийских игр (2000 и 2004), двукратный чемпион мира (2001 и 2005) и чемпион Панамериканских игр (2003) среди любителей. Чемпион мира во второй легчайшей (WBA, 2012—2015, 2016—2018; WBO, 2013—2015; The Ring, 2013—2016) и легчайшей (WBA, 2020—2021) весовых категориях среди профессионалов. Считается одним из сильнейших боксёров-любителей за всю историю, одержал более 450 побед.

## Любительская карьера
В 2009 году сбежал в США и стал профессионалом. До этого в 2007 году уже имел место инцидент, когда Ригондо и его партнёр по команде Эрисланди Лара во время Панамериканских игр в Бразилии покинули расположение команды и считалось, что они уже не вернутся, а присоединятся к другим перебежчикам с Кубы, таким как Одланьер Солис, Юриоркис Гамбоа и другим. Однако через несколько дней Ригондо и Лара были доставлены в бразильский полицейский участок, где заявили о том, что хотят вернуться на Кубу. Фидель Кастро после этого инцидента заявил, что Ригондо больше не будет боксировать за национальную сборную. Таким образом, Ригондо пропустил Олимпийские игры 2008 года в Пекине и упустил реальный шанс стать четвёртым боксёром в истории, кому удалось выиграть 3 олимпийских золота (Ригондо не знал поражений на любительском ринге с 2003 года).
В 2001 году завоевал золото на чемпионате мира, победив украинца Сергея Данильченко, турка Агаси Мамедова.
В 2003 году проиграл Агаси Мамедову. В 2003 году взял золото на Пан-американских играх, победив в финале мексиканца Абнера Мареса.
В 2005 году выиграл чемпионат мира, и победил французского боксёра Али Аллаба.
В 2006 году победил Али Алиева.
В начале 2009 года было объявлено, что Ригондо и ещё несколько кубинских боксёров всё же оказались в США.

### Олимпийские игры
- Летние Олимпийские игры 2000
  - 1/16 финала: победа над Моезом Земземи (Тунис) КО 1
  - 1/8 финала: победа над Казумаса Цудзимото (Япония) RSC 3
  - 1/4 финала: победа над Агаси Мамедовым (Турция) 14-5
  - 1/2 финала: победа над Кларенсом Винсоном (США) 18-6
  - финал: победа над Раимкулем Малахбековым (Россия) 18-12
- Летние Олимпийские игры 2004
  - 1/16 финала: победа над Лю Яном (Китай) 21-7
  - 1/8 финала: победа над Мехруллахом Ласси (Пакистан) RSC 3
  - 1/4 финала: победа над Геннадием Ковалёвым (Россия) 20-5
  - 1/2 финала: победа над Баходиржоном Султановым (Узбекистан) 27-13
  - финал: победа над Ворапоем Петчкумом (Таиланд) 22-13

## Профессиональная карьера
22 мая 2009 года, Ригондо выиграл свой первый бой на профессиональном ринге.
На сегодня Ригондо принадлежит несколько рекордов. Так, уже третий его бой на профессиональном ринге был титульным 10-раундовым, в котором он победил техническим нокаутом Джованни Андраде. При этом уже всего лишь седьмой его поединок был титульным 12-и раундовым, за звание временного чемпиона по версии WBA. А в девятом поединке Ригондо вышел против полноценного чемпиона WBA, нокаутировав своего оппонента.

### Бои за титул чемпиона мира по версии WBA
20 января 2012 года Ригондо вышел на ринг с чемпионом мира, Рико Рамосом. В конце первого раунда Ригондо послал Рико Рамоса в нокдаун. Ригондо попытался добить Рамоса, но американец достоял до конца раунда. В дальнейшем оба боксера снизили темп. В 6-м раунде рефери предупредил кубинца за удар по затылку. Сразу после предупреждения Ригондо накинулся на Рамоса и обрушил на него град ударов. Последним ударом по печени Ригондо отправил Рамоса в нокаут. Ригондо стал полновесным чемпионом мира по версии WBA.
Первую защиту титула Ригондо провёл 9 июня 2012 года против американца Теона Кеннеди. В середине первого раунда Ригондо провел левый прямой, американец пошатнулся. В следующей атаке Ригондо нанес несколько левых боковых, зажал Кеннеди у канатов и начал добивать его. У Кеннеди подкосились ноги, но он не упал. Судья отсчитал нокдаун. Кеннеди дважды падал на настил во втором, а также по разу в четвёртом и пятом раундах. После нокдауна в пятом раунде рефери остановил бой.
В сентябре 2012 года победил американца Роберта Маррокина.
В декабре должен был встретится с тайцем Пунсоватом Кратингдаэнджимом, но поединок был отменён из-за положительного результата крови тайца на ВИЧ.

### Объединительный бой с Нонито Донэйром
13 апреля 2013 года Гильермо Ригондо встретился с лучшим боксером 2012 года филиппинцем Нонито Донэйром. Донэйр провел на профессиональном ринге почти втрое больше боёв и считался фаворитом. Несмотря на прогнозы, Ригондо оказался быстрее и точнее филиппинца. В начале первого раунда Ригондо левым боковым пошатнул Донэйра. Первые раунды прошли под контролем Ригондо. Донэйр шёл вперед, но благодаря отличной работе ног и умелой защите, кубинец легко ускользал от атак филиппинца. Середина боя прошла в менее активном темпе, но преимущество Ригондо не вызывало сомнений. Донэйр выглядел зажатым и неготовым к такому рисунку боя. Пытаясь поймать Ригондо одним ударом, он раз за разом натыкался на серии кубинца. В десятом раунде, при выходе из клинча Донэйр левым боковым отправил Ригондо в нокдаун. Кубинец сразу же поднялся. Донэйр пошёл вперед, но попасть по Ригондо он не смог. В 11-м раунде Донэйр был более активным, чем в предыдущих, но потрясти кубинца ему не удалось. К последнему раунду у Донэйра образовалась гематома под правым глазом. Последний раунд Ригондо выиграл довольно легко. По итогам 12-ти раундов судьи единогласным решением отдали победу Гильермо Ригондо счетом 116—111, 115—112 и 114—113. Эксперт канала HBO Харольд Ледерман поставил 118—109 в пользу Ригондо.

### Выступления на тихой волне
После победы над Нонито Донэром Ригондо до 2017 года не провел ни одного поединка с действительно серьёзным соперником. Выступал на тихой волне и во всех случаях его победа была предопределена. Из-за этого его место в рейтинге P4P постоянно снижалось.
7 декабря 2013 года в незрелищном поединке, Ригондо в первой защите титулов победил известного боксёра из Ганы, Джозефа Агбеко.
19 июля 2014 года Ригондо встретился с проходным соперником Содом Кокьетджимом, нокаутировав того в 1 раунде.

#### Бой с Хисаши Амагаса
31 декабря 2014 года, Ригондо провёл защиту против высокого японца Хисаши Амагаса. Ригондо, который значительно превосходил своего соперника в скорости, легко выиграл первые 4 раунда. Начиная с 5 раунда, темп боя несколько упал, но преимущество Ригондо не вызывало никаких сомнений, и казалось, что зрителей ждет очередная лёгкая победа «Шакала», однако 7 раунд стал настоящим сюрпризом для всех. Немного расслабившийся кубинец, пропустил от Амагасе правый кросс оказавшись в нокдауне, Ригондо поднялся без особого труда, Амагасе бросился его добивать, Ригондо попытался войти в клинч, но безуспешно, японец смог нанести несколько ощутимых боковых с обеих рук, Ригондо вновь оказался на полу, правда и в этот раз не выглядел потрясенным, быстро поднявшись на ноги. Практически сразу после этого прозвучал гонг. Начиная с 8 раунда Ригондо по настоящему включился в работу и вновь полностью захватил инициативу в ринге. Амагасе уже ничего не мог противостоять более мастеровитому и быстрому кубинцу, раз за разом пропуская сильные удары, а в 10 раунде и сам побывал на полу. 11 раунд превратился практически в одностороннее избиение, у Амагасе образовалась огромная гематома в области правой челюсти. В связи с этим, он отказался продолжить бой. Кубинец вновь одержал убедительную победу, несмотря на неоднозначный 7 раунд.

#### Лишение титулов
28 октября 2015 года был лишён титула чемпиона мира по версии WBO во втором легчайшем весе. Причиной данного решения стал длительный простой — Ригондо не провёл защиту титула в течение 9 месяцев с момента предыдущей. 30 октября, по той же причине, был лишён титула WBA (Super) и объявлен «чемпионом в отпуске».
21 ноября 2015 года победил по очкам филиппинца Дриана Франсиско.
9 февраля 2016 года лишён титула чемпиона мира во втором легчайшем весе по версии журнала «Ринг», так как в течение почти трёх лет не встречался с соперниками из топ-5 рейтинга.
12 марта 2016 года должен был провести бой в английском Ливерпуле против британца Джеймса Диккенса. Поединок был отменён, так как Ригондо не смог получить британскую визу.

#### Возврат титула
14 мая 2016 года Ригондо вернули титул WBA (Super) во 2-м легчайшем весе.
16 июля 2016 года досрочно победил британца Джеймса Диккенса.
17 июня 2017 года нокаутировал в 1-м раунде временного чемпиона мира WBA во 2-м легчайшем весе не имеющего поражений мексиканца Моисеса Флореса. 26 июня Атлетическая комиссия штата Невада изменила результат боя на «не состоявшийся». По мнению членов комиссии Ригондо нанёс решающий удар после гонга.

#### Бой с Василием Ломаченко
9 декабря 2017 года встретился с чемпионом мира во 2-м полулёгком весе по версии WBO украинцем Василием Ломаченко. Ломаченко был активнее и точнее. 1-й раунд прошёл в обоюдной разведке, где чуть точнее был Ломаченко. Со 2-го по 4-й раунды стала более заметна разница в скорости кубинца и украинца. Ригондо старался «спойлерить», часто прибегал к клинчам и низким уклонам. Пятый и шестой раунды отметились комбинационной работой Ломаченко. В шестом раунде рефери снял одно очко с кубинца за злоупотребление удержанием рук. После 6-го раунда кубинец отказался от продолжения боя.
В январе 2018 года был лишён титула WBA во 2-м легчайшем весе.
23 июня 2019 года нокаутировал в 8-м раунде экс-чемпиона мира во 2-м легчайшем весе мексиканца Хулио Сеху.

### Чемпионский бой с Либорио Солисом
8 февраля 2020 года встретился с экс-чемпионом мира во 2-м наилегчайшем весе венесуэльцем Либорио Солисом. На кону стоял вакантный титул чемпиона мира в легчайшем весе по версии WBA. Победил по очкам.

### Бой с Джонриэлем Касимеро
14 августа 2021 года встретился с чемпионом мира в трёх весовых категориях филиппинцем Джонриэлем Касимеро. На кону стоял титул чемпиона мира в легчайшем весе по версии WBО, которым владел Касимеро. Бой получился крайне бедным на события и установил новый антирекорд CompuBox по наименьшему количеству точных ударов от обоих боксеров в двенадцатираундовом бою — 91 удар. До этого минимальным количеством было 100 точных ударов за 12 раундов. 40-летний Ригондо действовал в своей обычной манере много двигаясь и избегая любых обменов ударами. Касимеро тоже выбрасывал мало ударов, но он шёл вперед и в итоге судьи отдали ему победу раздельным решением. Ригондо не согласился с мнением судей, а услышав о том, что он нанес всего 44 точных удара за бой, ответил: «Это то количество ударов, которое было мне необходимо для победы».

### Бой с Винсентом Астролябио
26 февраля 2022 года встретился c 24-летним филиппинцем Винсентом Астролябио в бою за вакантный титул WBC International в легчайшем весе. Астролябио был активнее и шёл вперед, а 41-летний Ригондо хорошо контратаковал, но судьи увидели равный бой и решающим оказался нокдаун, в котором Ригондо побывал в восьмом раунде. Астролябио победил с одинаковым счетом 95-94 на всех трех судейских карточках.

### Бой с Даннисом Агуэро Ариасом
В феврале 2024 года подписал контракт с промоушеном Bare Knuckle Fighting Championship (BKFC), но так и не провел ни одного боя. 
12 ноября в Майами (Флорида, США) 44-летний кубинец в лимите второго легчайшего веса (до 55.3) встретился с 33-летним доминиканцем Даннисом Агуэро Ариасом (20-2, 17 КО) который не боксировал с января 2023 года. Бой закончился не успев пройти полный первый раунд. Ригондо точным ударом слева по печени послал соперника на пол. На кону стоял второстепенный титул WBC International.

### Результаты боёв
В таблице перечислены результаты всех поединков боксёров.
В каждой строке указан результат поединка. Дополнительно номер поединка обозначен цветом, который обозначает итог поединка. Расшифровка обозначений и цветов представлена в нижеследующей таблице.
| Пример | Расшифровка                     |
| ------ | ------------------------------- |
|        | Победа                          |
|        | Ничья                           |
|        | Поражение                       |
|        | Планируемый поединок            |
|        | Поединок признан несостоявшимся |
| КО     | Нокаут                          |
| ТКО    | Технический нокаут              |
| PTS    | Решение судей (по очкам)        |
| UD     | Единогласное решение судей      |
| MD     | Решение большинства судей       |
| SD     | Раздельное решение судей        |
| RTD    | Отказ от продолжения боя        |
| DQ     | Дисквалификация                 |
| NC     | Поединок признан несостоявшимся |

| Бой | Дата             | Соперник                       | Место боя                                                          | Результат        | Дополнительно |
| --- | ---------------- | ------------------------------ | ------------------------------------------------------------------ | ---------------- | --- |
| 26  | 9 июня 2023      | Чарли Клименте-Андино (12-1-0) | Casino Miami Jai Alai, Майами, Флорида, США                        | KO 7 (10)        | |
| 25  | 24 февраля 2023  | Хесус Мартинес (33-17-1)       | Hialeah Park Racing & Casino, Хайалиа, Флорида, США                | KO 1 (10)        | |
| 24  | 26 февраля 2022  | Винсент Астролябио (20-3)      | Emirates Golf Club, Дубай, ОАЭ                                     | UD (10)          | Бой за вакантный титул чемпиона в легчайшем весе по версии WBC International. Счёт: 95-94, 95-94, 95-94. |
| 23  | 14 августа 2021  | Джонриэль Касимеро (30-4)      | Dignity Health Sports Park, Карсон, штат Калифорния, США           | SD (12)          | Бой за титул чемпиона мира в легчайшем весе по версии WBO. Счёт: 111-117, 112-116, 115-113. |
| 22  | 8 февраля 2020   | Либорио Солис (30-5-1)         | PPL Center, Аллентаун, Пенсильвания, США                           | SD (12)          | Завоевал вакантный титул чемпиона мира в легчайшем весе по версии WBA. Солис в нокдауне в 7-м раунде. Счёт: 112-115, 116-111, 115-112.                                                                        |
| 21  | 23 июня 2019     | Хулио Сеха (32-3)              | Mandalay Bay Resort & Casino, Лас-Вегас, Невада, США               | TKO 8 (12) 2:59  | |
| 20  | 13 января 2019   | Джованни Дельгадо (16-8)       | Microsoft Theater, Лос-Анджелес, Калифорния, США                   | KO 1 (8) 2:59    | |
| 19  | 9 декабря 2017   | Василий Ломаченко (9-1)        | Madison Square Garden Theater, Нью-Йорк, штат Нью-Йорк, США        | RTD 6 (12) 3:00  | Бой за титул чемпиона мира во 2-м полулёгком весе по версии WBO (4-я защита Ломаченко). |
| 18  | 17 июня 2017     | Моисес Флорес (25-0)           | Mandalay Bay Hotel & Casino, Лас-Вегас, Невада, США                | NC 1 (12), 3:00  | Бой за титул чемпиона мира во 2-м легчайшем весе по версии WBA Super (2-я защита Ригондо) и IBO (1-я защита Флореса).                                                                                         |
| 17  | 16 июля 2016     | Джеймс Диккенс (22-1-0)        | Ice Arena Wales, Кардифф, Уэльс, Великобритания                    | RTD 2 (12) 3:00  | Чемпион мира во 2-м легчайшем весе по версии WBA Super (1-я защита Ригондо). |
| 16  | 21 ноября 2015   | Дриан Франсиско (28-3-1)       | Mandalay Bay Hotel & Casino, Events Center, Лас-Вегас, Невада, США | UD (10)          | Защитил титул чемпиона мира по версии The Ring (4-я защита Ригондо) и завоевал вакантный титул чемпиона по версии WBC International Silver во 2-м легчайшем весе. Счёт судей: 97/93 и 100/90 (дважды).        |
| 15  | 31 декабря 2014  | Хисаши Амагаса (28-4-2)        | Осака, Япония                                                      | RTD 11 (12) 3:00 | Чемпион мира во 2-м легчайшем весе по версиям WBA (6-я защита Ригондо), WBO (3-я защита Ригондо) и The Ring (3-я защита Ригондо). Ригондо два раза в нокдауне в 7-м раунде. Амагаса в нокдауне в 10-м раунде. |
| 14  | 19 июля 2014     | Сод Кокьетджим (63-2-1)        | Макао, Китай                                                       | KO 1 (12) 1:44   | Чемпион мира во 2-м легчайшем весе по версиям WBA (5-я защита Ригондо), WBO (2-я защита Ригондо) и The Ring (2-я защита Ригондо).                                                                             |
| 13  | 7 декабря 2013   | Джозеф Агбеко (29-4-0)         | Атлантик-Сити, Нью-Джерси, США                                     | UD (12)          | Чемпион мира во 2-м легчайшем весе по версиям WBA (4-я защита Ригондо), WBO (1-я защита Ригондо) и The Ring (1-я защита Ригондо). Счёт судей: 120-108 (все).                                                  |
| 12  | 13 апреля 2013   | Нонито Донэйр (31-1-0)         | Радио-сити, Манхэттен, Нью-Йорк, США                               | UD (12)          | Чемпион мира во 2-м легчайшем весе по версиям WBA (3-я защита Ригондо), WBO (4-я защита Донэйра) и The Ring (2-я защита Донэйра). Ригондо в нокдауне в 10-м раунде. Счёт судей: 116-111, 115—112, 114—113.    |
| 11  | 15 сентября 2012 | Роберто Маррокин (22-1-0)      | Thomas & Mack Center, Лас-Вегас, Невада, США                       | UD (12)          | Чемпион мира во 2-м легчайшем весе по версии WBA (2-я защита Ригондо). Счёт судей: 118-109 и 118-108 (дважды).                                                                                                |
| 10  | 9 июня 2012      | Теон Кеннеди (17-1-2)          | MGM Grand, Лас-Вегас, Невада, США                                  | TKO 5 (12) 1:11  | Чемпион мира во 2-м легчайшем весе по версии WBA (1-я защита Ригондо). Кеннеди в нокдауне в 1-м, 2-м (дважды), 4-м и 5-м раундах.                                                                             |
| 9   | 20 января 2012   | Рико Рамос (20-0-0)            | Palms Casino Resort, Лас-Вегас, Невада, США                        | KO 6 (12) 1:29   | Чемпион мира во 2-м легчайшем весе по версии WBA (1-я защита Рамоса). Рамос в нокдауне в 1-м и 6-м раундах.                                                                                                   |
| 8   | 19 марта 2011    | Уилли Кейси (11-0-0)           | City West Hote, Дублин, Ирландия                                   | TKO 1 (12) 2:38  | Временный чемпион мира во 2-м легчайшем весе по версии WBA (1-я защита Ригондо). Кейси три раза в нокдауне.                                                                                                   |
| 7   | 13 ноября 2010   | Рикардо Кордоба (37-2-2)       | Cowboys Stadium, Арлингтон, Техас, США                             | SD (12)          | Временный чемпион мира во 2-м легчайшем весе по версии WBA. Кордоба в нокдауне в 4-м раунде. Ригондо в нокдауне в 6-м раунде. Счёт судей: 117-109, 114—112, 112—114.                                          |
| 6   | 21 июня 2010     | Хосе Анхель Беранца (33-18-2)  | Auditorio Municipal, Тихуана, Нижняя Калифорния, Мексика           | RTD 7 (8) 0:10   | |
| 5   | 5 февраля 2010   | Адольфо Ландерос (20-12-1)     | Don Taft University Center, Форт-Лодердейл, Флорида, США           | KO 1 (8) 0:28    | |
| 4   | 16 декабря 2009  | Ланте Эдди (8-4-1)             | BB King Blues Club & Grill, Нью-Йорк, штата Нью-Йорк, США          | UD (8)           | Эдди в нокдауне в 1-м раунде. Счёт судей: 79-72 и 80-71 (дважды). |
| 3   | 18 сентября 2009 | Джованни Андраде (59-11-0)     | Fountainbleau Hotel, Майами-Бич, Флорида, США                      | TKO 3 (10) 2:53  | Вакантный титул WBA-NABA во 2-м легчайшем весе. Андраде в нокдауне во 2-м и 3-м раундах. |
| 2   | 17 июля 2009     | Роберт Гуйллен (4-2-3)         | Planet Hollywood Resort and Casino, Лас-Вегас, Невада, США         | TKO1 (4) 2:57    | |
| 1   | 22 мая 2009      | Хуан Норьега (3-2-0)           | Fountainbleau Hotel, Майами-Бич, Флорида, США                      | TKO 3 (4) 1:09   | Профессиональный дебют. |
| Бой | Дата             | Соперник                       | Место боя                                                          | Результат        | Дополнительно |